# Halahurivka, Kobeleakî
Halahurivka (în ucraineană Галагурівка) este un sat în comuna Zolotarivka din raionul Kobeleakî, regiunea Poltava, Ucraina.

## Demografie
Componența lingvistică a localității Halahurivka
     Ucraineană (84,62%)
     Română (15,38%)
Conform recensământului din 2001, majoritatea populației localității Halahurivka era vorbitoare de ucraineană (84,62%), existând în minoritate și vorbitori de română (15,38%).